# Luciano Tajoli
Luciano Tajoli, né à Milan le 17 avril 1920 et mort à Merate le 3 août 1996, est un chanteur et acteur italien.

## Biographie
Luciano Tajoli provient d'une famille défavorisée et est un autodidacte de la chanson. Il a reçu une formation de tailleur, coiffeur et cordonnier. Il est handicapé physique en raison d'une poliomyélite contractée dans son enfance.
Luciano Tajoli a participé à plusieurs éditions (1961, 1962, 1963 et 1970) du Festival de Musique de Sanremo, qu'il remporte en 1961 avec la chanson Al di là qui s'est vendue à plus de 45 millions de disques.

## Participations au Festival de Sanremo
- 1961 : Al di là - couplé à Betty Curtis
- 1962 :  
  - Il cielo cammina en duo avec Betty Curtis
  - L'anellino avec Corrado Lojacono
- 1963 :  
  - Ricorda avec Milva
  - Le voci avec Ennio Sangiusto
- 1970 :  Sole pioggia e vento avec Mal

## Filmographie partielle
- 1950 : Canzoni per le strade
- 1951 : Trieste mia!
- 1952 : Don Lorenzo

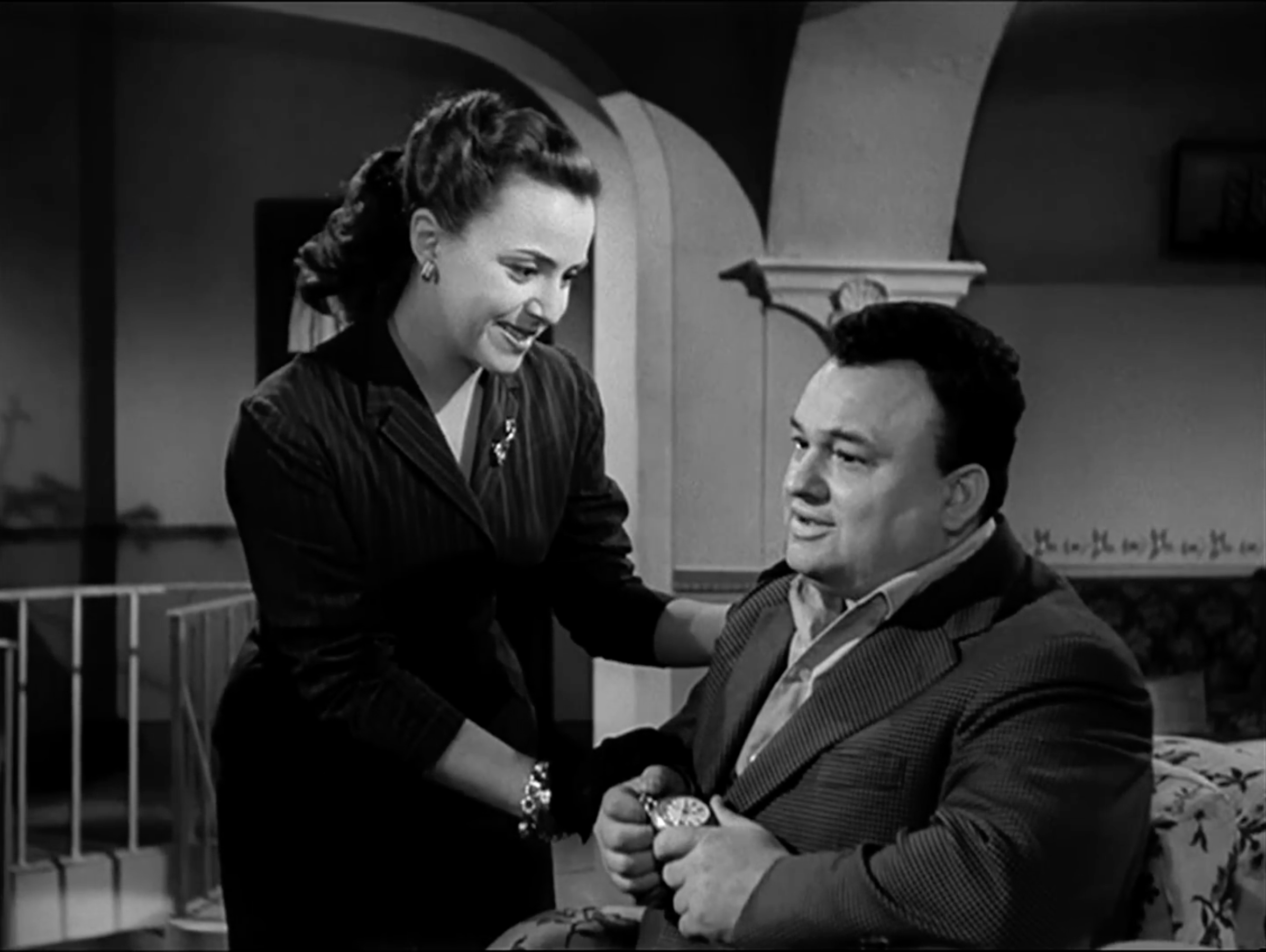
Jula De Palma et Luciano Tajoli dans une scène de Napoli piange e ride (1954).

- 1952 : Le Roman de ma vie (Il romanzo della mia vita) de Lionello De Felice
- 1953 : La pattuglia dell'Amba Alagi
- 1954 : Napoli piange e ride (it)